# Dreamscapes
Dreamscapes är en 8-skivors samlingsbox av den tyska popgruppen Alphaville,  utgiven 1999. Den omfattar material mellan åren 1978 och 1998 och innehåller 125 låtar, varav 43 var tidigare outgivna. Bland dessa 43 finns demoversioner, anonyma remixar, konsertframträdanden, b-sidor och experimentellt material.

## Låtlista

### Dreamscape 1ne
1. Dream Machine
2. In The Mood (Demo Remix)
3. Summer In Berlin (Demo 1)
4. Victory Of Love (Demo Remix)
5. To Germany With Love (Demo 1)
6. Big In Japan (Demo Remix)
7. Fallen Angel (Demo Remix)
8. Forever Young (Demo Remix)
9. Leben Ohne Ende (Original Demo)
10. Sounds Like A Melody (Demo 1)
11. Lies (Demo 1)
12. Romance (Demo Sketch)
13. Colours (Instrumental)
14. Jet Set (Demo 2)
15. Traumtänzer (Demo Remix)
16. Into The Dark (Demo Remix)
17. Next Generation (Original B-side)

### Dreamscape 2wo
1. Lady Bright (Demo 1)
2. Afternoons In Utopia (Instrumental Remix)
3. The Voyager (Demo Remix)
4. Universal Daddy (Demo 1)
5. Red Rose (Demo 2)
6. Dance With Me (12" New Edit)
7. Fantastic Dream (Demo 2)
8. Jerusalem (Demo Remix)
9. Sensations (New Dub Edit)
10. Carol Masters (Demo 1)
11. Airport Sketch (Instrumental)
12. Lassie Come Home (Demo 2)
13. 20th Century (Demo 1)
14. Summer Rain (Demo 3)
15. For A Million (Instrumental)
16. Romeos (12" New Edit)

### Dreamscape 3hree
1. Seeds (Remix)
2. Elevator (Remix)
3. Welcome To The Sun (Remix)
4. The Other Side Of U (Remix)
5. Next Generation (Remix)
6. 20.000 Lieues Sous Les Mers (Poem Remix)
7. Golden Feeling (Demo 1)
8. Headlines (Demo 1)
9. Big Yello Sun (Remix)
10. Sister Sun (Remix)
11. Fools (Faithful & True Version)
12. Legend (Remix)
13. Like Thunder (Flag Remix)
14. Life Is King (Demo 1)
15. Golden Feeling

### Dreamscape 4our (Absolutely God Damn Live)
1. Never Get Out Of The Boat (Intro - Live)
2. Sounds Like A Melody (Live)
3. Ascension Day (Live)
4. Euphoria (Live)
5. Jerusalem (Live)
6. New Horizons (Live)
7. Victory Of Love (Live)
8. Beethoven (Live)
9. Jet Set (Live)
10. Dance With Me (Live)
11. Wishfull Thinking (Live)
12. Big In Japan (Live)
13. Forever Young (Live)
14. Mercury Girl (Live)

### Dreamscape 5ive
1. Underworld (Live)
2. To The Underworld
3. Whales
4. Burning Wheels
5. High School Confidential
6. Roll Away The Stone
7. The Shape Of Things To Come
8. Thunder & Lightning
9. Bitch
10. Days Full Of Wonder
11. Peace On Earth
12. Today
13. What Is Love
14. Because Of You
15. And I Wonder
16. Heart Of The Flower
17. The End

### Dreamscape 6ix
1. If The Audience Was Listening (Demo 2)
2. Waves
3. Nostradamus
4. Mysterion
5. Change The World (Demo 1)
6. Script Of A Dead Poet
7. Elegy
8. Pandora's Lullaby (Opera Version)
9. Welcome To The Sun (Retro Version)
10. Beautiful Girl (Piano Piece)
11. Caroline (Demo 1)
12. Carry Your Flag
13. Cosmopolitician (Demo 1)
14. Twelve Years (Orchestral Version)
15. Forever Young (Unplugged Version)

### Dreamscape 7even
1. Romeos (Demo 1)
2. Jet Set (Demo 1)
3. Traumtnzer (Demo 1)
4. Blauer Engel
5. Ariana (Demo 1)
6. Summer In Berlin (Demo 2 Remix)
7. Ain't It Strange (Demo 1)
8. (Keep The) Faith (Portobello Remix)
9. Recycling (H-Babe Tape)
10. That's All (Instrumental)
11. Forever Young (Demo 2)
12. All In A Golden Afternoon (Instrumental)
13. My Brothers In China (Instrumental)
14. Wake Up!
15. Astral Body (Demo Remix)
16. Big In Japan (Frankfurt Forum Freedom Time Warp)

### Dreamscape 8ight
1. Montego Bay (Live)
2. She Fades Away (Demo 1, Titanic Version)
3. Those Were The Days
4. Imperial Youth (Instrumental)
5. Duel
6. Iron Gate (Instrumental)
7. Danger In Your Paradise (Demo 1)
8. Feathers & Tar (Britannia Row Remix)
9. Here By Your Side
10. Fools (12" Speed Remix)
11. Flame (Demo 1)
12. In Bubblegum
13. Joyride (Instrumental)
14. Monkey In The Moon (Demo 1)
15. Kinetic
16. Tomorrow (Instrumental)

## Medverkande
- Marian Gold
- Bernhard Lloyd
- Frank Mertens
- Curt Cress
- Ken Taylor